# Ozean

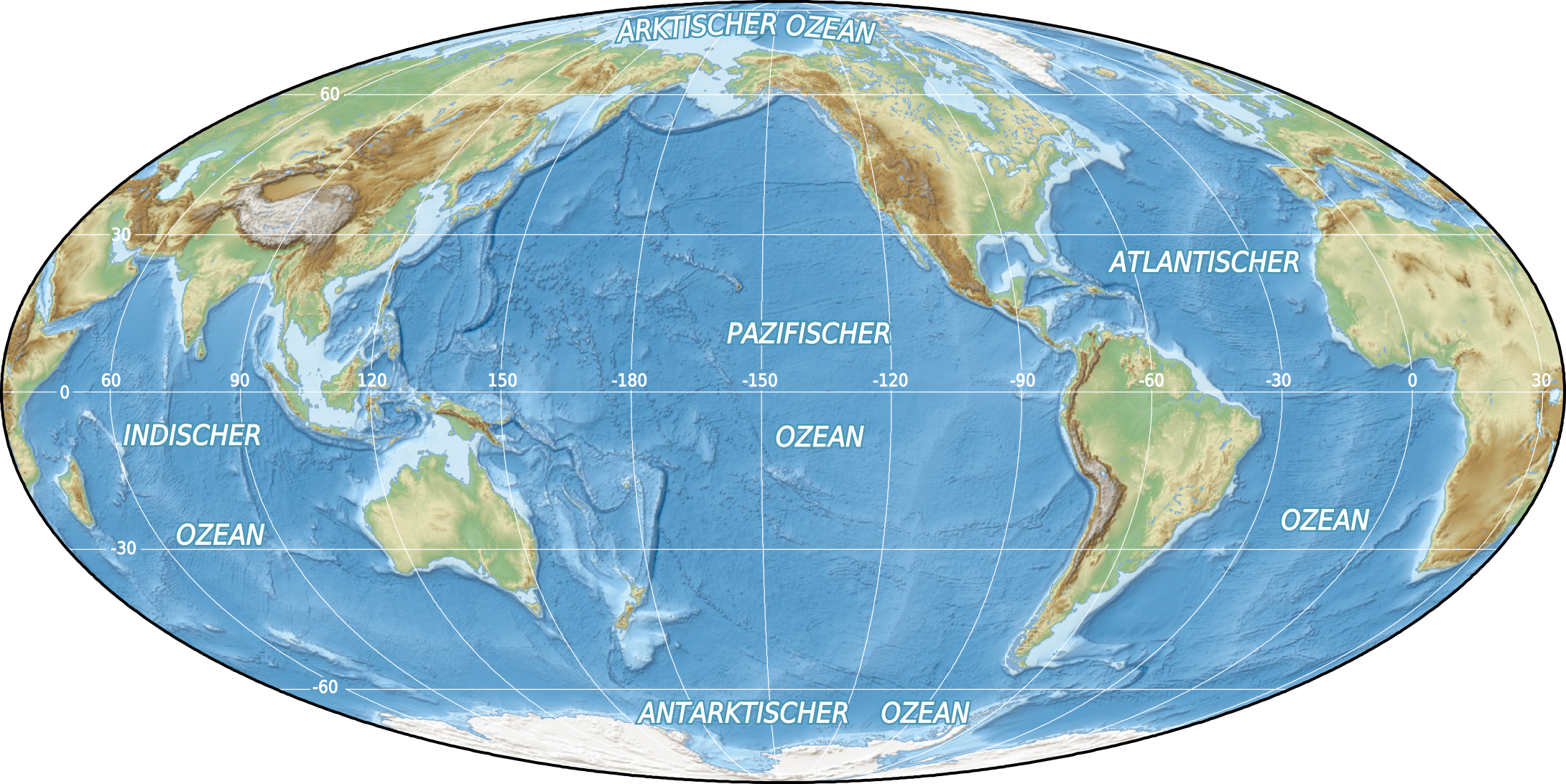
Karte des Weltmeeres

Moderne Rekonstruktion eines typischen antiken Weltbilds nach Anaximander

Als Ozean (Plural Ozeane; von altgriechisch Ὠκεανός Ōkeanós ‚die Erdscheibe umfließender Weltstrom‘, personifiziert als antiker Gott Okeanos) bezeichnet man die größten Meere der Erde. Synonym und als Übertragung wird im Deutschen für den Ozean als die zusammenhängende Wassermasse der Ozeane auch die Bezeichnung Weltmeer verwendet.
Verallgemeinert werden auch große Wassermengen auf anderen Himmelskörpern „Ozeane“ genannt.

## Lage der Ozeane
Insgesamt sind 71 Prozent der Erdoberfläche von Meeren (den Ozeanen und deren Nebenmeeren) bedeckt. Sie konzentrieren sich auf der Wasserhemisphäre, deren Zentrum im riesigen Pazifik nahe Neuseeland liegt. Auf der gegenüberliegenden Landhemisphäre befinden sich nur der Atlantik, der Arktische Ozean und Teile des Südlichen Ozeans sowie des Indischen Ozeans.

## Aufteilung
Die fünf Ozeane der Erde sind:
- Arktischer Ozean
- Atlantischer Ozean
- Indischer Ozean
- Pazifischer Ozean
- Südlicher Ozean

Weltkarte der Ozeane

Im Unterschied zur Fachsprache unterscheidet man in der Alltagssprache oft nur zwischen drei Ozeanen: Atlantischer, Pazifischer und Indischer Ozean. Bei dieser Sichtweise ohne das Nord- und Südpolarmeer wird der Arktische Ozean als Teil des Atlantiks betrachtet und der Südliche oder Antarktische Ozean zum Atlantik, Pazifik und Indischen Ozean gezählt.
Historisch spricht man von den „Sieben Weltmeeren“, die neben Pazifik, Atlantik und Indischem Ozean auch das Karibische Meer, das Mittelmeer, das Gelbe Meer und die Nordsee umfassen (oder auch andere Meere, die als Nebenmeere der Ozeane gelten, wie das Schwarze Meer oder die Ostsee).
Eine alternative Betrachtung unterteilt die zwei größten Ozeane der Erde entsprechend ihrer Zugehörigkeit zur Nord- bzw. Südhalbkugel in Nord- und Südatlantik sowie Nord- und Südpazifik, betrachtet jeweils auch das Nord- und das Südpolarmeer als Ozean und zählt zusammen mit dem Indischen Ozean sieben Ozeane. Dies korrespondiert mit einer Zählweise von sieben Kontinenten (Nordamerika, Südamerika, Europa, Afrika, Asien, Ozeanien (Australien und Ozeanien), Antarktika).

## Gestalt

Entstehung eines Ozeans

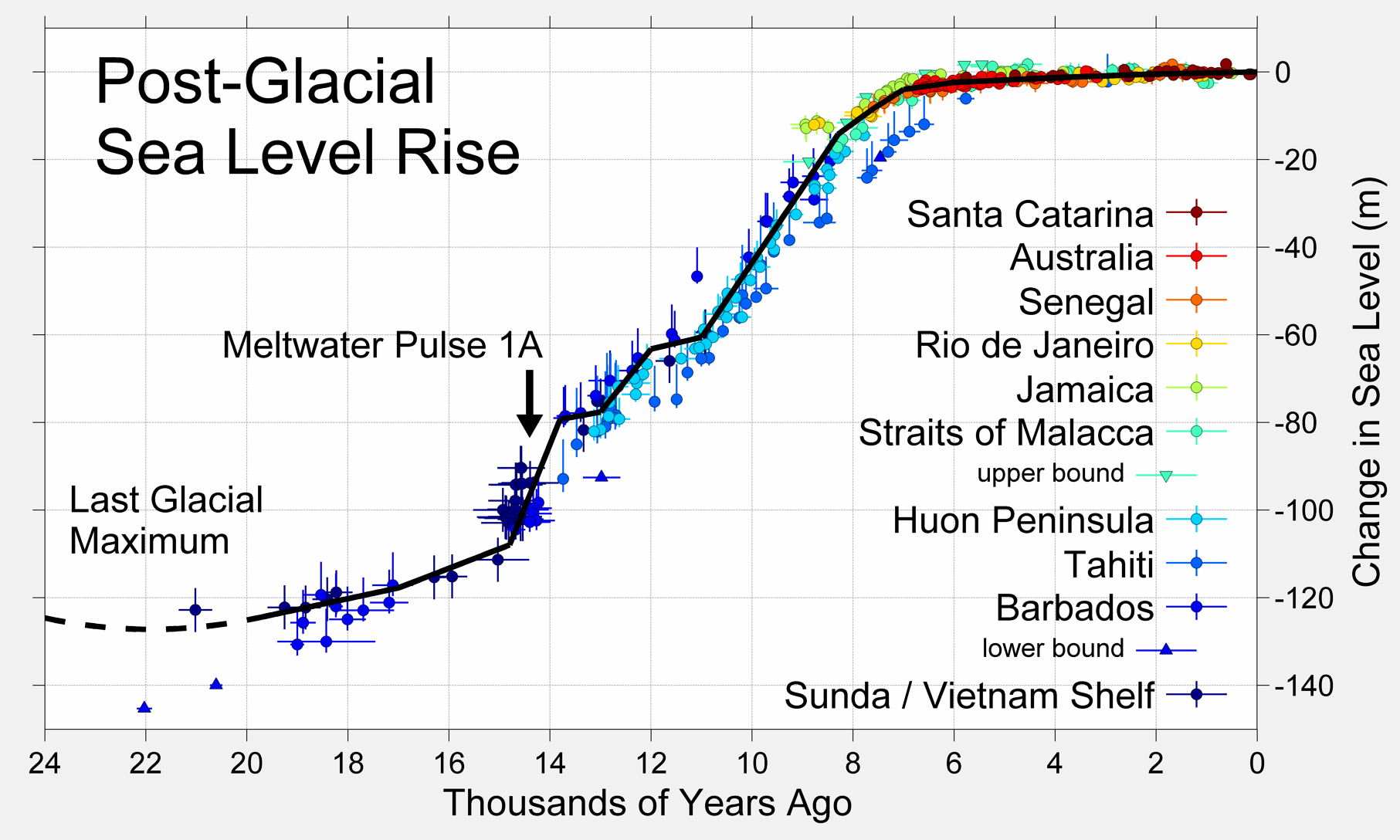
Anstieg des Meeresspiegels in den letzten 24.000 Jahren

Die einzelnen Ozeane, die zwischen den Kontinenten liegen, unterscheiden sich unter anderem durch Volumen, Salzgehalt, ein eigenes Gezeiten-System, Wellen (Seegang) und Meeresströmungen sowie erdgeschichtlich von den anderen Teilen des Weltmeeres.
Innerhalb der Ozeane und ihren Nebenmeeren bzw. auf dem Ozeanboden befinden sich teils sehr hohe und langgestreckte mittelozeanische Rücken, teils sehr viele und niedrigere Schwellen, große und kleine Tiefseebecken, Tiefseerinnen und verschiedene Meerestiefs sowie im Pazifik der Pazifische Feuerring. Außerdem ragen zahlreiche Inseln, Inselgruppen und Archipele aus diesen Meeren heraus und Halbinseln in diese hinein. Nord- und Südpolarmeer sind teils oder ganz von Pack- und Treibeis bedeckt.
Der Boden eines Ozeans ist die Oberseite eines Stücks ozeanischer Erdkruste. Seine Gestalt wird durch die Theorie der Plattentektonik erklärt. Danach entsteht neuer Ozeanboden an den mittelozeanischen Rücken und driftet weg, bis er in einer Tiefseerinne (Subduktionszonen) ins Erdinnere eintaucht. Dies bedeutet, dass ein Ozean größer oder kleiner werden, neu entstehen und auch verschwinden kann (siehe auch Wilson-Zyklus). So wird angenommen, dass der Atlantische Ozean etwa 150 Millionen Jahre alt ist. Frühere Ozeane sind beispielsweise der Mirovia, der Panthalassa, der Rheische Ozean, der Iapetus oder die Tethys mit dem „europäischen“ Randmeer Paratethys.
Der Küstenverlauf hängt nicht nur von der Form und Lage der Kontinente ab, sondern auch vom Volumen des Meerwassers. So gibt es bei niedrigen Temperaturen weniger Meerwasser, da große Wassermengen als Eisschilde und Gletscher auf den Kontinenten gespeichert sind, bei steigenden Temperaturen hingegen kommt es aufgrund der Wärmeausdehnung und dem Abschmelzen der Eismassen zu einem Meeresspiegelanstieg (Transgression). Weitere Faktoren sind Hebungen und Senkungen des Ozeanbodens aufgrund geologischer Ereignisse.
Das Volumen der Ozeane wurde 2009 auf 1,33 · 109 km3 geschätzt, entsprechend einer durchschnittlichen Tiefe von 3680 m – exakt vermessen waren nicht einmal 10 %.

## Wasserbewegungen

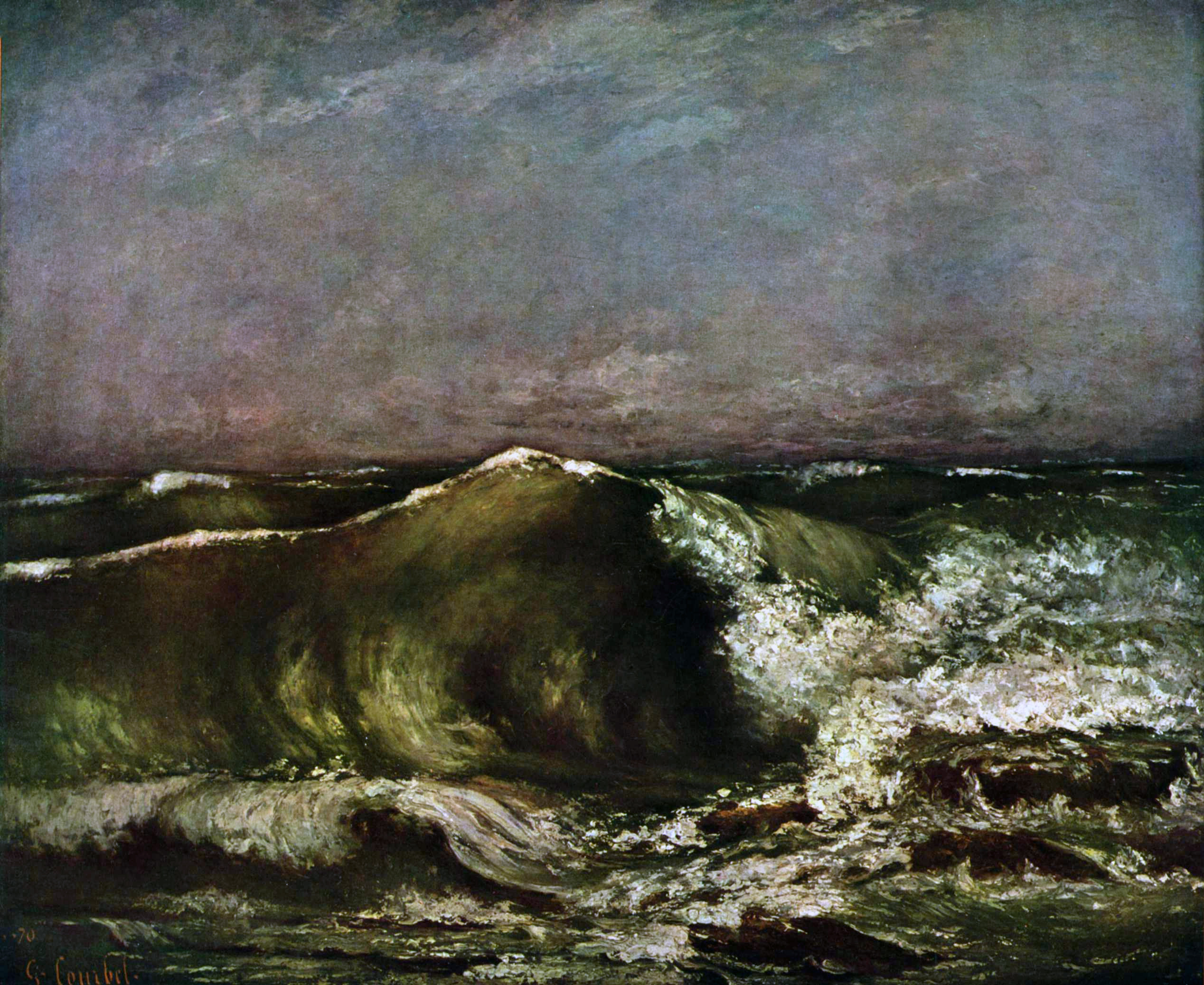
„Die Woge“ von Gustave Courbet, 1870

Der Wasserkörper eines Ozeans ist nicht einheitlich, sondern ändert sich mit der Tiefe. Es gibt große, stabile Wasserbewegungen, die Meeresströmungen. Am bedeutendsten ist das „Globale Förderband“, eine Kombination von Meeresströmungen, die vier der fünf Ozeane miteinander verbinden und bei dem Oberflächenströmungen und Tiefenströmungen einen globalen Wasserkreislauf bilden. Dabei kann es zur Bildung von großen Wasserwirbeln oder Eddies in einer Tiefe von mehreren 1000 m kommen. Auch Mittelozeanische Rücken können zur Verwirbelung führen. Große Wasserwirbel von 50 km bis 200 km Durchmesser, die sich mehrere Wochen halten und kaltes, nährstoffreiches Tiefenwasser an die Meeresoberfläche befördern, werden ebenfalls beobachtet. Ebenfalls kann es „interne Wellen“ im Wasserkörper geben. Die größten untermeerischen Wellen von mehr als 200 Metern Höhe wurden z. B. in der 320 km breiten Luzonstraße im südchinesischen Meer gemessen. In dieser Meerenge staut eine Tiefenströmung vor Unterseeklippen große Mengen von schwerem, kaltem Tiefenwasser, das irgendwann überschwappt und anschließend wieder auf die alte Tiefe absackt, wodurch eine interne Welle ausgelöst wird. Derartige interne Wellen können tausende von Kilometern im Ozean wandern.
An der Meeresoberfläche zeigen sich Wasserwellen. Es können vom Wind erzeugte unregelmäßige Wasserbewegungen sein, die durch eine Seegangsskala quantifizierbar sind. Einzelne Wellen oder Wellengruppen, die sogenannten „Monsterwellen“, sind besonders gefährliche Wellen, die durch Überlagerung mehrerer Wellen entstehen und dabei Höhen von mehr als 25 m erreichen können. Die Tsunamis sind durch Seebeben und Vulkanausbrüche verursachte Wellen, die sich erst in Küstennähe zu gefährlichen Höhen auftürmen.
Die im Verlaufe des Tages durch die Gezeiten verursachten Meeresspiegelschwankungen sind dagegen regelmäßig und werden in ihrer Ausprägung durch die jeweilige geometrische Form der Küsten beeinflusst.
Der Wind erzeugt im Ozean einen Wassertransport. Unter Berücksichtigung der Corioliskraft kommt es in den oberen Wasserschichten (bis etwa 50 m) zu einer Korkenzieherströmung.

## Meerwasser

### Grundsätzliches

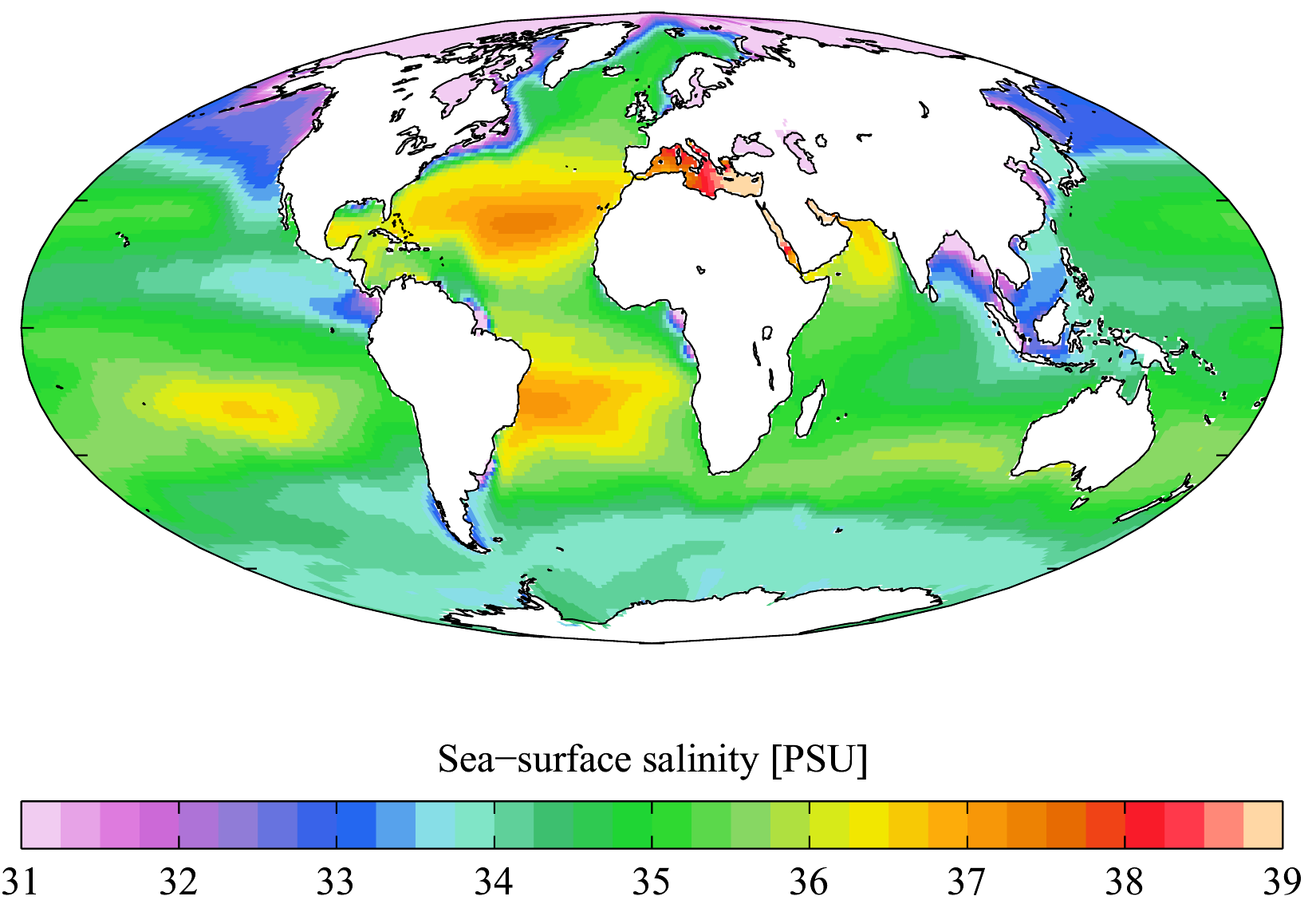
Salinität in PSU über ein Jahr gemittelt

Durch Serpentinisierung werden pro Jahr 60 Kubikkilometer Meerwasser chemisch im Ozeanboden gebunden. Hinzu kommt noch die Sättigung der Sedimente am Meeresboden mit Wasser. In den Subduktionszonen wird dieses Wasser wieder frei.

### Sauerstoffverteilung
Der Sauerstoffgehalt des Meerwassers nahe der Meeresoberfläche ist bestimmt durch den Übergang von Sauerstoff aus der Luft ins Wasser und der biologischen Produktion von Sauerstoff aus Kohlenstoffdioxid (CO2) durch das marine Phytoplankton. Deshalb kann es besonders in den Tropen zeitweise zur Übersättigung (Sauerstoffsättigung > 100 Prozent) des Oberflächenwassers kommen, so dass Sauerstoff verstärkt in die Luft abgegeben wird. Das Phytoplankton verbraucht allerdings in der Dunkelheit selbst einen Teil des erzeugten Sauerstoffs.
Mit zunehmender Wassertiefe und der damit verbundenen Abnahme des Sonnenlichtes nimmt die Sauerstoffsättigung des Meerwassers ab. Neben dem Veratmen des Sauerstoffs durch das Zooplankton und einen Teil des Bakterioplanktons trägt auch der zunehmende biologische Abbau von Biomasse zur Verringerung des Sauerstoffgehaltes bei. Im Ozean kommt es nicht zum Umkippen des Tiefseewassers, da in der Labradorsee, in der Grönlandsee und im Weddell-Meer sauerstoffreiches Oberflächenwasser entsteht, das in die Tiefsee herabsinkt und über die Tiefenströmung des Globalen Förderbandes weltweit verteilt wird. Die Sauerstoffverteilung in der Tiefsee ist nicht gleichmäßig; es existieren sogenannte Sauerstoff-Minimum-Zonen, wo es beispielsweise zur anaeroben Ammoniak-Oxidation und zur Denitrifikation kommt (durch anaerobe Atmung von Bakterien entsteht molekularer Stickstoff, der aus dem Wasser in die Luft entweicht). Diese Gebiete finden sich häufig in den Tropen, so gibt es im Arabischen Meer eine bedeutende Sauerstoff-Minimum-Zone in einer Tiefe von 200 m bis 1150 m.
Der Sauerstoffgehalt der Meere weltweit hat laut Forschern des Geomar Helmholtz-Zentrums für Ozeanforschung Kiel von 1960 bis 2010 um ca. 2 % abgenommen, mit großen Folgen z. B. für Fische oder andere Organismen in bereits sauerstoffarmen Meeresregionen. Dafür verantwortlich seien steigende Wassertemperaturen, da wärmeres Oberflächenwasser weniger Sauerstoff aufnehme als kälteres Wasser und außerdem wärmeres Wasser die Temperaturschichtung des Meerwassers manifestiere, sodass dessen Umwälzung reduziert und damit weniger Sauerstoff von der Meeresoberfläche in große Meerestiefen transportiert werde. Es wird erwartet, dass der Sauerstoffgehalt der Meere bis zum Ende dieses Jahrhunderts um etwa 3 – 4 % abnehmen wird.

## Ökosystem Ozean

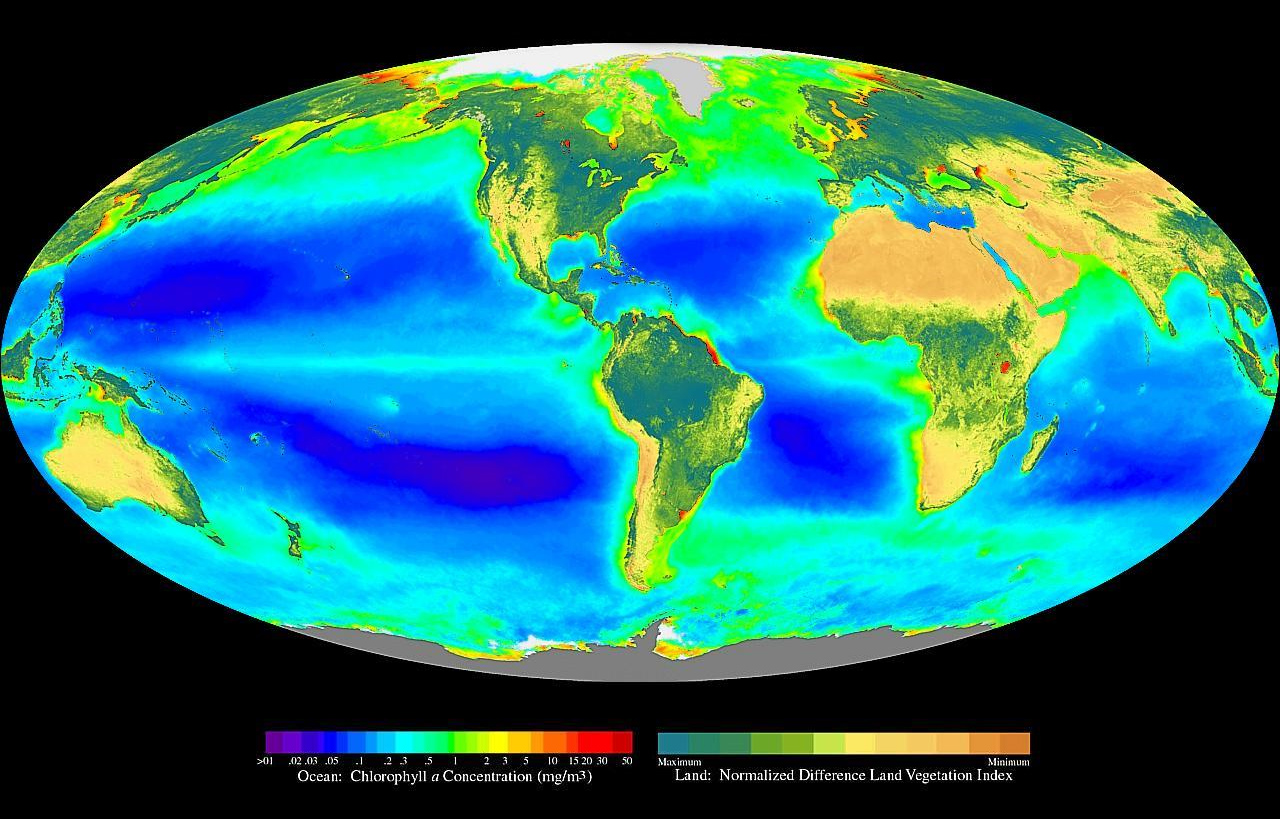
Verteilung von Pflanzen in den Ozeanen. (Chlorophyll-Konzentration: Blau = gering, grün = mittel)

Für das Ökosystem Ozean ist das mit zunehmender Tiefe abnehmende Sonnenlicht von großer Bedeutung. Im obersten, vom Sonnenlicht erfüllten Teil des Ozeans, der Euphotischen Zone, nutzen Pflanzen die Photosynthese zur Aufnahme von Energie. Es schließt sich darunter die Dysphotische Zone an, wo Sonnenlicht nur noch zum Sehen ausreichend vorhanden ist. In der darunter liegenden Schicht, der Aphotischen Zone, ist kein Sonnenlicht mehr vorhanden.
Ein weiteres wichtiges Kennzeichen der Ozeane ist, dass sich das Meereswasser bei unterschiedlichen Tiefen chemisch unterschiedlich verhält. Meereslebewesen, wie beispielsweise Muscheln, Korallen, Kalkalgen und Kieselalgen, nutzen Calciumcarbonat und Siliciumdioxid durch Biomineralisation zum Bau von Schalen und Skeletten. Diese Biominerale können allerdings chemisch durch das Meerwasser abgebaut werden. So gibt es für die Calciumcarbonate Aragonit und Calcit in den Ozeanen eine untere Tiefe, ab der sie sich auflösen, die Calcit- und Aragonit-Kompensationstiefe.
Der Tiefenverlauf eines Ozeans wird in mehrere Stufen unterteilt. Er beginnt mit dem bis in 200 Meter Tiefe herabreichenden Schelfbereich. Daran schließt sich der Kontinentalhang an, der in 2000 bis 4000 m Tiefe in den flacheren Kontinentalfuß übergeht. Es folgen das Abyssal mit einer Maximaltiefe von 6000 m und darunter das Hadal.

### Auftriebsgebiete
Die sehr seltenen, meistens saisonalen Auftriebsgebiete sind sehr nährstoffreich. In ihnen steigt kalte Tiefenströmung nach oben und ersetzt das nährstoffarme warme Oberflächenwasser.

### Klimawandel
Die Ökosysteme der Ozeane sind erheblich von der globalen Erwärmung betroffen. Der Klimawandel ist vorwiegend auf das Energieungleichgewicht im Klimasystem der Erde zurückzuführen, das durch steigende Konzentrationen von Treibhausgasen verursacht wird; etwa 93 % des Energieungleichgewichts wurden zwischen 1971 und 2010 als Wärmeinhalt der Ozeane absorbiert. Dadurch ist in den vergangenen Jahrzehnten ein starker Anstieg der Temperaturen in den Ozeanen zu beobachten, dessen Fortsetzung durch die Hitzeausdehnung von Wasser zu einem deutlichen Anstieg der Meeresspiegel führen wird. Die Erwärmung der Ozeane ist zudem mit einem Absterben von Meereslebewesen verbunden. Bis zum Jahr 2100 wird dadurch mit einem Absinken des Sauerstoffgehalts der Ozeane um 7 % gerechnet. Nach einem weitgehenden Stopp von anthropogen ausgestoßenen Klimagasen („Klimaneutralität“) werden die Ozeane das erneute Absinken der Erdtemperatur stark verlangsamen aufgrund ihrer hohen Kapazität als Wärmespeicher. Durch diesen Effekt wird die Erdtemperatur nicht analog mit dem Zurückgehen der Klimagase in der Atmosphäre fallen.

### Neu- und Pleuston
An der Meeresoberfläche bezeichnet „Neuston“ (altgriechisch „das Schwimmende“) die Gesamtheit der Organismen, welche in einer dünnen Schicht von zwischen etwa fünf Zentimetern bis nur eine wenige Millimeter direkt unter der Wasseroberfläche leben; „Pleuston“ (agr. „das Segelnde“) hingegen die Gesamtheit der an oder auf der Wasseroberfläche treibenden größeren Lebewesen.

### Offener Ozean
Der Offene Ozean umfasst etwa 80 Prozent der Fläche des Weltmeeres, aber nur 1 Prozent der Biomasse wird dort produziert. In diesem oligotrophen Gebiet begrenzt hauptsächlich der Mangel an Stickstoff und Phosphor im Meerwasser das Wachstum der Meerespflanzen (Phytoplankton). Aber auch der Mangel an wichtigen Metallen, wie beispielsweise Eisen, wirkt wachstumshemmend, weshalb mit Eisendüngung von HNLC-Gebieten experimentiert wird. Wichtig ist im relativ nährstoffarmen offenen Ozean die Bedeutung der Viren in den oberen Wasserschichten, da eine Infektion der Bakterien, z. B. der Blaualgen (Cyanobakterien), dazu führt, dass diese aufplatzen und damit ihren Inhalt als Nährstoff zur Verfügung stellen.
Große Wasserwirbel, bei denen kaltes, nährstoffreiches Meerwasser aus der Tiefe an die Meeresoberfläche gefördert wird, wirken wie ein kurzzeitig bestehendes Auftriebsgebiet und führen zu einer explosionsartigen Vermehrung des Phytoplanktons. Denselben Effekt haben tropische Wirbelstürme.
Bedeutend sind große Erhebungen des Meeresbodens, die manchmal bis zur Wasseroberfläche hinauf reichen, wie einzelne Unterwasserberge (Tiefseeberg und Guyots) und große untermeerische Gebirge. Diese Erhebungen beeinflussen die Meeresströmung, so dass dort über große Entfernungen transportiertes, nährstoffreiches Tiefenwasser in geringere Tiefen aufsteigen und somit in einem sonst nährstoffarmen Teil eines Ozeans eine Oase des Lebens entstehen kann.

### Schelf
Der Übergang zwischen dem Festland und der Tiefsee wird durch den bis zu 200 Meter Wassertiefe herabreichenden Schelf, den anschließenden Kontinentalhang und den Kontinentalfuß gebildet.
Die Schelfgebiete der Ozeane sind sehr nährstoffreich und wirtschaftlich von großer Bedeutung für die angrenzenden Staaten. Insofern wurde das rechtliche Konstrukt einer Ausschließlichen Wirtschaftszone geschaffen, um die heute meist überfischten Fischgründe und eventuelle Lagerstätten an Erdöl und Erdgas der nationalen Hoheit zu unterstellen. In der Europäischen Union gilt die Gemeinsame Fischereipolitik.

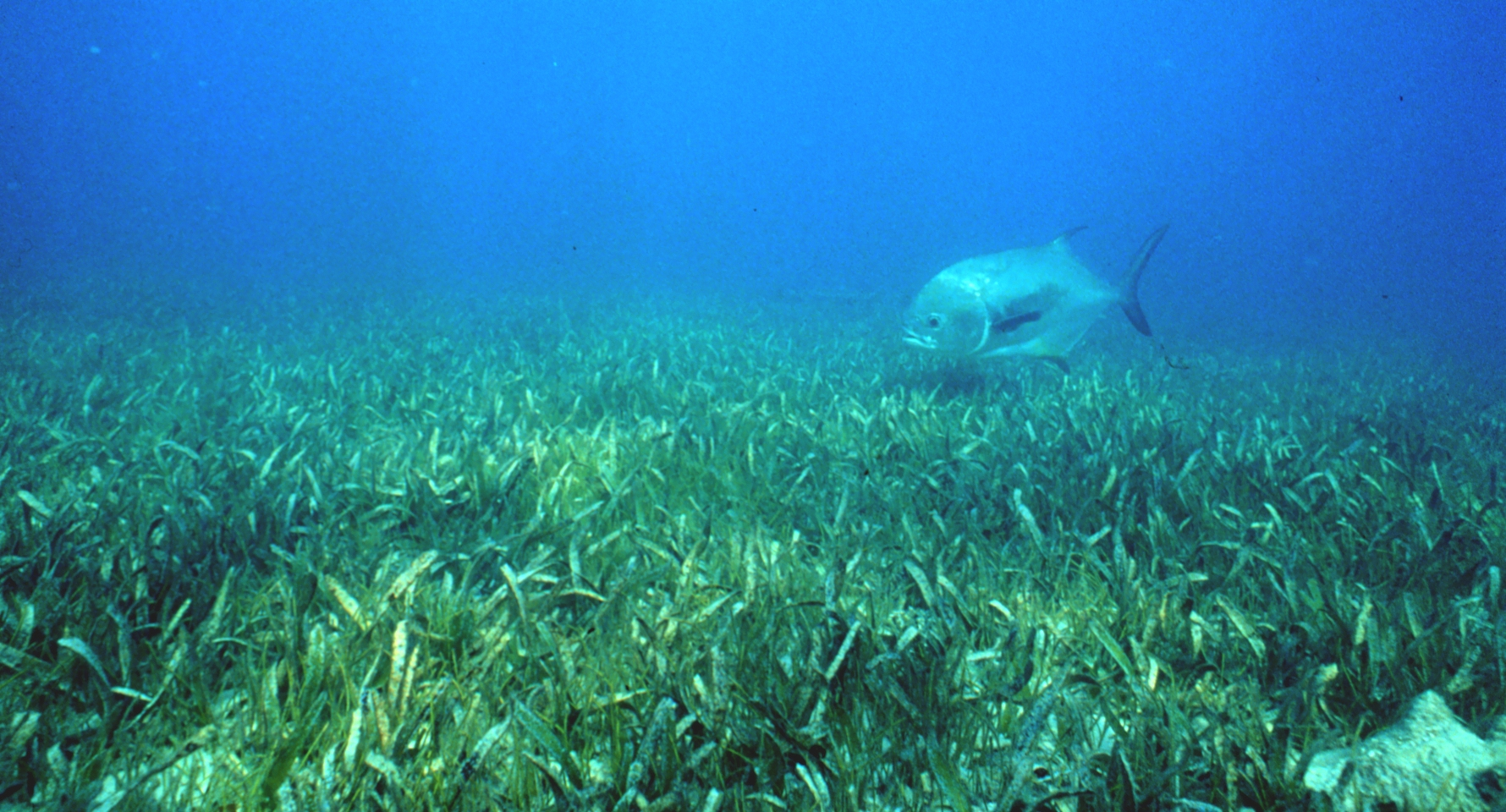
Seegraswiese

Tangwälder wachsen auf meist ruhigen, felsigen, 15 m bis 40 m tiefen Schelfgebieten. Der namensgebende Seetang ist eine mehrzellige Alge, die auf dem Meeresboden wurzelt.
Auf weichem Boden im Flachmeer- oder im Wattbereich bilden Pflanzen aus der Familie der Seegrasgewächse teilweise ausgedehnte Seegraswiesen. Neben ihrer großen ökologischen Bedeutung sind sie auch für den Küstenschutz wichtig.

### Tiefsee
Die Tiefsee ist ein bisher nur wenig erforschtes Gebiet der Ozeane. Mit bemannten Tiefsee-U-Booten für mittlere und große Tiefen sowie mit unbemannten autonomen und ferngesteuerten Tauchfahrzeugen werden seit dem 20. Jahrhundert vor Ort Bilder aufgenommen und Proben gesammelt. Bis dahin konnten nur mit Netzen, beispielsweise auf der Challenger-Expedition (1872–1876) aus bis zu 8000 m Tiefe oder der Valdivia-Expedition (1898–1899) aus etwa 4600 m Tiefe, mehr oder weniger zermatschte Lebewesen aus der Tiefsee gefangen werden.
Im Gegensatz zum durchlichteten oberen Bereich des Ozeans erreicht die Tiefsee zu wenig oder überhaupt kein Sonnenlicht mehr, so dass dort keine Photosynthese möglich ist. Die meisten Tiefseetiere wandern bei Sonnenuntergang aus der Schwachlichtzone nach oben in den tagsüber durchlichteten Bereich, um sich dort zu ernähren, und tauchen bei Sonnenaufgang wieder ab. Bei dieser Wanderung treffen sie auf lauernde Räuber. Die häufigsten Wanderer sind Ruderfußkrebse, Quallen und Krill. Überlebenswichtig für die hier lebenden Tiere ist es, dass sie sich gegenüber dem von oben kommenden schwachen, blauen Licht nicht farblich abheben. Wichtige Tarntechniken sind Durchsichtigkeit und Gegenbeleuchtung, indem an der Körperunterseite vorhandene Leuchtorgane je nach Lichtverhältnissen unterschiedlich stark blau leuchten. Diese Biolumineszenz gewinnt in der von Sonnenlicht freien Zone der Tiefsee noch mehr an Bedeutung. So gibt es dort Tiefseefische, die mit Leuchtsignalen Beutetiere oder Partner anlocken.

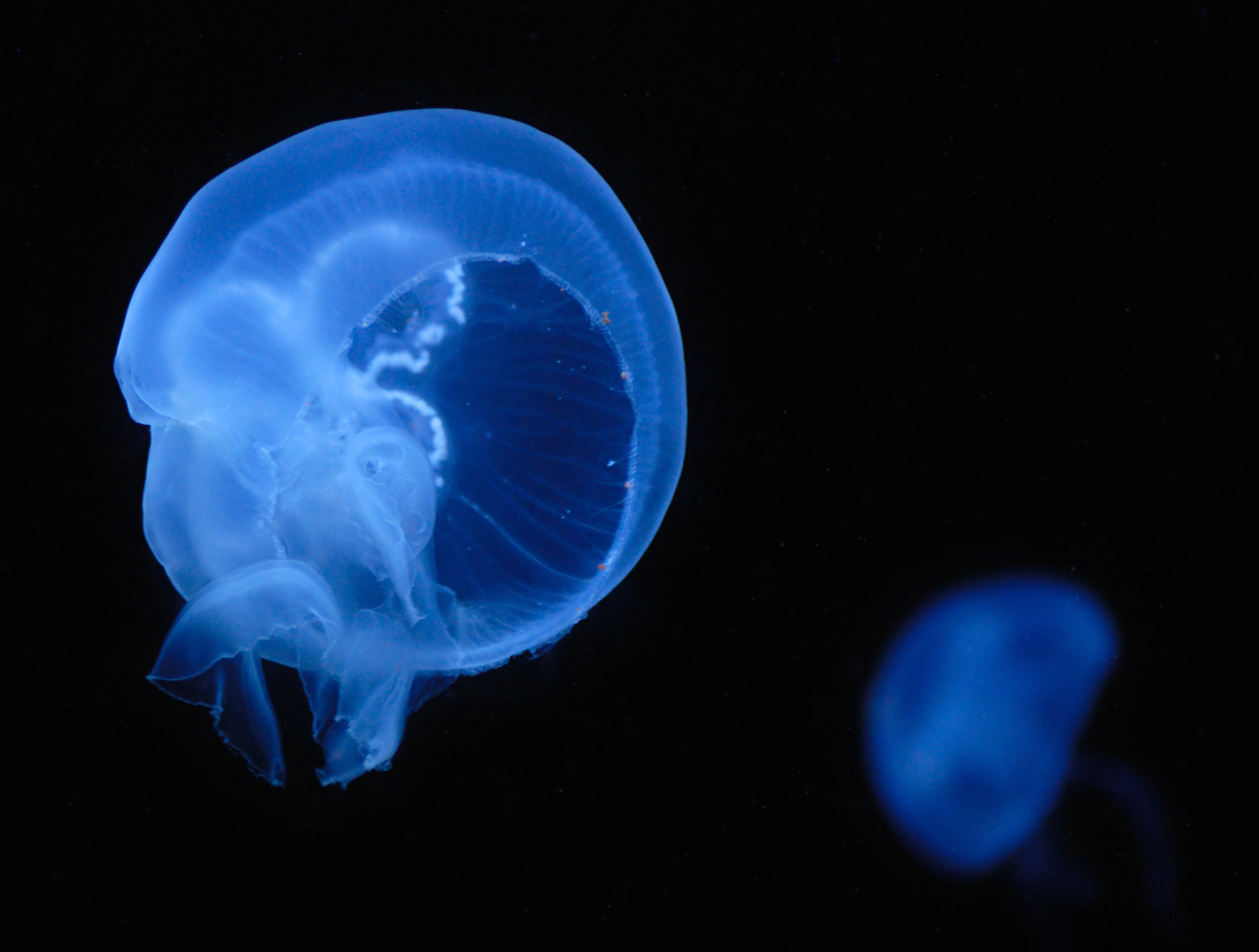
Fast farblose, durchsichtige Ohrenqualle in blauem Scheinwerferlicht
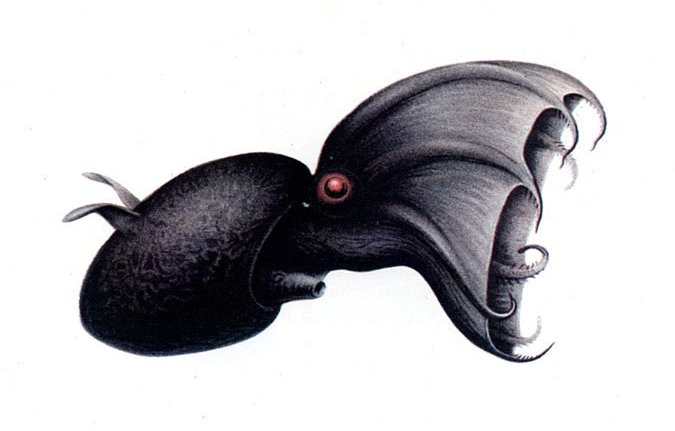
Vampirtintenfische jagen mit Licht und stoßen bei der Flucht leuchtende Partikel aus
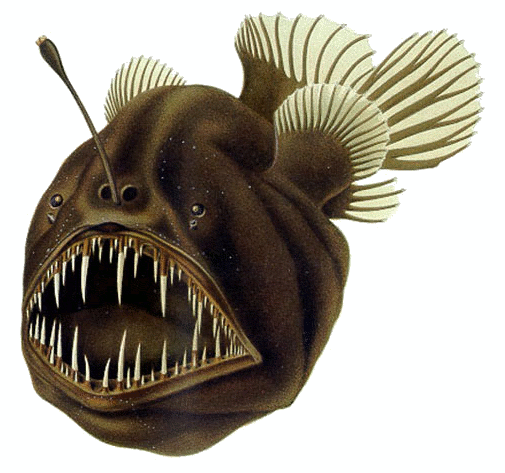
Tiefsee-Anglerfische mit einem Leuchtorgan oberhalb des Mauls
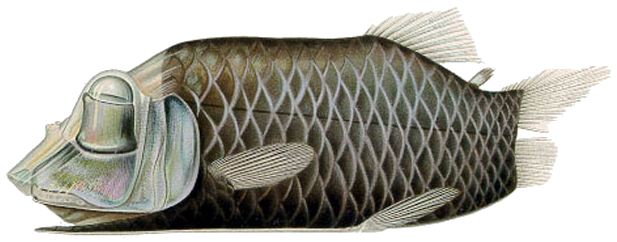
Gespensterfische haben große, aufwärts gerichtete Augen

### Ozeanboden

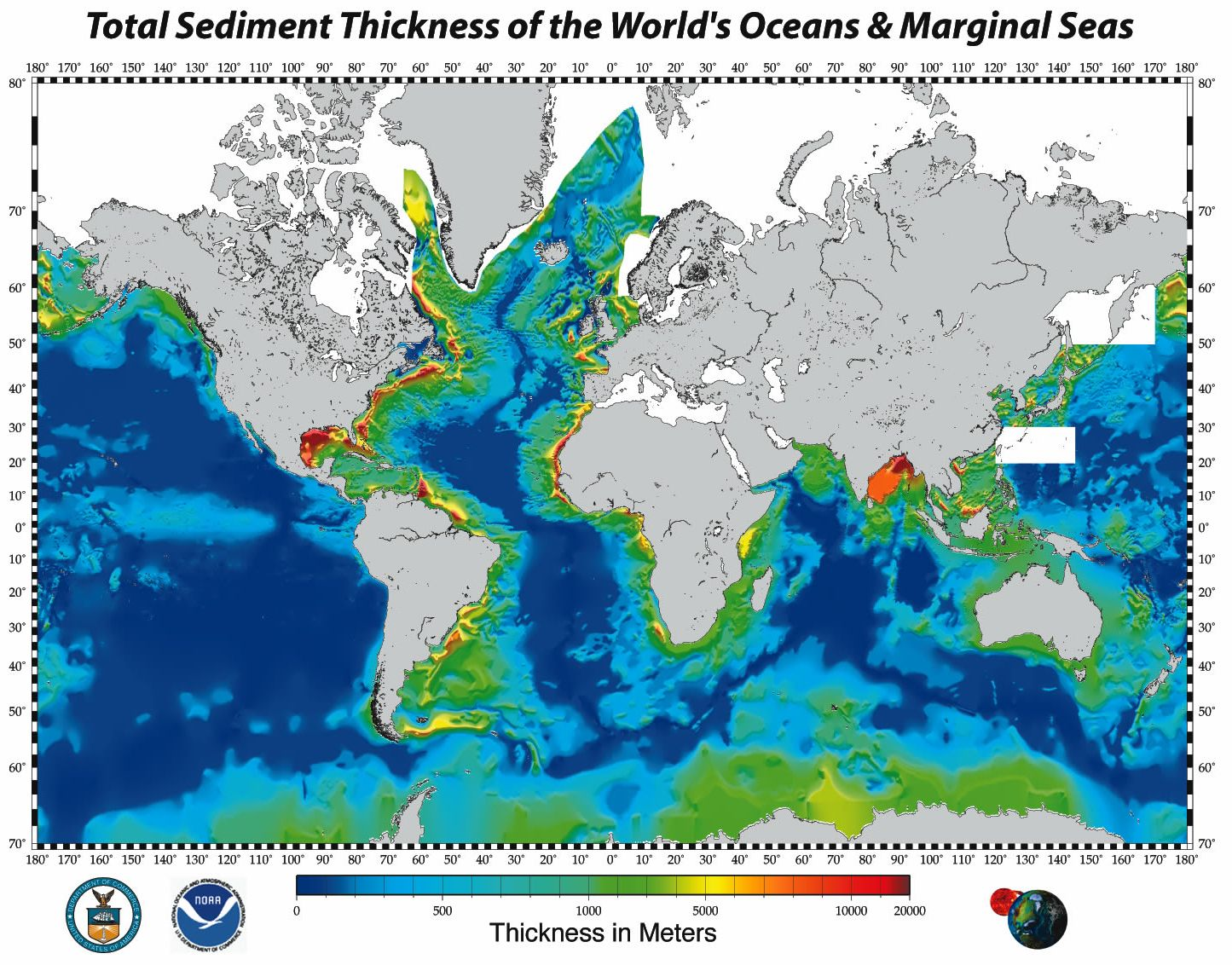
Mächtigkeit des Sediments in den Ozeanen

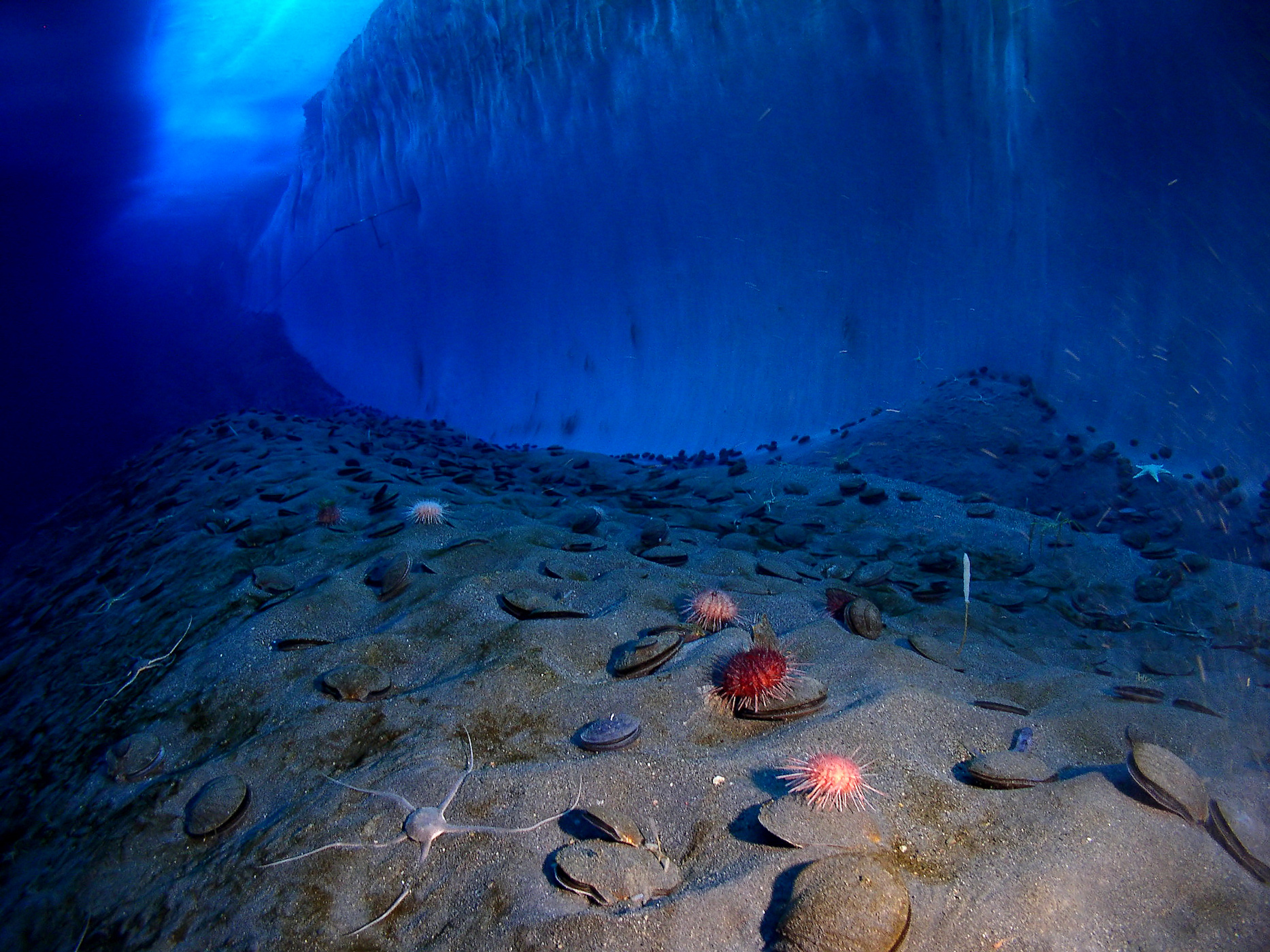
Wirbellose Benthonten vor einer Eiswand im antarktischen McMurdo-Sund

Der Ozeanboden ist auf der Erde der flächengrößte Lebensraum und umfasst die Böden der Küsten, der Schelfe, der Kontinentalhänge, der großen Tiefseeebenen und der Tiefseegräben.
Der Ozeanboden an einem Kontinentalhang besteht in der Regel aus Sand und Kies, in den Gezeitenzonen auch aus Schlick und Schlamm. Von den Kontinenten weiter entfernt besteht er vorwiegend aus Tonen und Resten von Mikroorganismen, die in Form des sogenannten Meeresschnees von der Oberfläche zum Grund eines Ozeans langsam herabsinken. Auf diese Weise entsteht eine im Durchschnitt 800 m dicke Schicht von Tiefsee-Sedimenten, die ein wichtiger Teil der tiefen Biosphäre ist.
Die Organismen im Ozeanboden ernähren sich von den herab fallenden Überresten von Pflanzen und Tieren, gelegentlich auch von gelösten vulkanischen Gasen. Denkbar ist auch, dass durch Radiolyse erzeugter Wasserstoff von Bakterien als Energiequelle genutzt wird. In der obersten noch mit Sauerstoff angereicherten Sedimentschicht leben Bakterien und wenige Archaeen, während darunter nur noch Archaeen zu finden sind. Im offenen Ozean des Südpazifik, in einem Gebiet, wo jährlich nur wenig Meeresschnee anfällt, konnte im Sediment in Tiefen von bis zu acht Metern viel Sauerstoff gemessen werden, während Kohlenstoff wiederum kaum verfügbar war. Dort fanden sich wenige, aber sehr aktive auf Sauerstoff angewiesene Bakterien. Kleinere Tiere in der oberen Sedimentschicht sind beispielsweise Würmer, Schnecken und Muscheln.
Auf dem Ozeanboden wachsen in bis zu 50 m Tiefe tropische Korallenriffe und an den Kontinentalhängen bis in Tiefen von 1000 Metern die durch die Grundschleppnetzfischerei stark gefährdeten Kaltwasserriffe. Weitere typische auf den Meeresböden lebende Meerestiere sind Seeanemonen, Röhrenwürmer, Schwämme, Seeigel, Seegurken, Seesterne, Schlangensterne und bodenbewohnende Fische, wie beispielsweise Knurrhähne, Plattfische oder Netzaugenfische.
An einigen untermeerischen Gebirgen, den mittelozeanischen Rücken, gibt es heiße Quellen. Diese lagern Erzschlämme ab und bilden die Grundlage für das von Sonnenlicht vollständig unabhängige Ökosystem der Black Smoker (siehe auch Lost City). In der Nähe von Tiefseerinnen und an Stellen, wo Methanhydrat infolge von Erdrutschen instabil wird, finden sich kalte Quellen, die sogenannten Cold seeps, auch Methanquellen genannt. Sie entstehen dadurch, dass aus dem Meeresboden Wasser, angereichert beispielsweise mit Methan und Schwefelwasserstoff, ausströmt. An den heißen und kalten Quellen finden sich Bartwürmer, die in Symbiose mit Bakterien leben. An den heißen Quellen gibt es eine vielseitige und biomassereiche Fauna, die beispielsweise aus Yeti-Krabben sowie bestimmten Arten von Muscheln, Schnecken und Garnelen besteht. Das Ökosystem der kalten Quellen ähnelt dem der heißen Quellen, nur fehlt dort die erhöhte Temperatur des Meerwassers, es ist dauerhafter und der Übergang zur nicht spezialisierten Fauna ist einfacher. Ein weiteres wichtiges Ökosystem sind die Kadaver großer Lebewesen, beispielsweise Wale, die auf den Ozeanboden sinken und dort für Monate bis Jahrzehnte verschiedenen Lebewesen als Nahrungsquelle dienen. Dies sind beispielsweise Haie, Schleimaale und knochenfressende Würmer.

## Rolle der Ozeane im menschengemachten Klimawandel
Die Ozeane spielen eine wesentliche Rolle in verschiedenen Aspekten des menschengemachten Klimawandels. Einerseits speichern sie mit ihrer großen Menge Wasser große Mengen thermischer Energie und nehmen so einen nennenswerten Teil der globalen Erwärmung auf (siehe Wärmeinhalt der Ozeane). Zum zweiten speichern die Ozeane große Mengen Kohlenstoff und haben bislang etwa ein Viertel des von Menschen emittierten CO2 aufgenommen (siehe Hauptartikel Versauerung der Meere) und funktionieren damit als Kohlenstoffsenke. Durch mögliche Veränderungen der thermohalinen Zirkulation haben sie zudem großen Einfluss auf das Klima (siehe Hauptartikel Thermohaline Zirkulation).

## Umweltschutz
→ Siehe auch Atommüll#Legale Entsorgung in Meergewässern, Müllstrudel, Plastikmüll in den Ozeanen, Schiffsabwasser (MARPOL) Unterwasserlärm, Verklappung von Dünnsäure

## Ozeane auf anderen Planeten und Trabanten
Wahrscheinlich existiert, unter einer mächtigen Eiskruste verborgen, ein Ozean auf dem Jupitermond Europa, vielleicht auch auf den anderen Monden Ganymed und Kallisto. Auf dem Saturnmond Enceladus ist ein solcher Ozean sehr wahrscheinlich. Viele Hinweise deuten darauf hin, dass der Mars in der Frühzeit seiner Entwicklung offene Wasserflächen enthielt. Kleinere Ozeane oder auch nur Seen aus Kohlenwasserstoffen (Methan, Ethan) könnten auf dem Saturnmond Titan ganzjährig oder nur zeitweise existieren (Methanseen auf Titan). Darüber, ob die Gasplaneten Jupiter, Saturn, Uranus und Neptun vielleicht Schichten flüssiger Phasen, eventuell aus Helium oder Wasserstoff, beherbergen, kann nur spekuliert werden. Zur Herkunft der Ozeane siehe Herkunft des irdischen Wassers.
Das einzige Mondmeer, das die Bezeichnung „Ozean“ trägt, ist der Oceanus Procellarum, der Ozean der Stürme.

## Ozeaneum
Es gibt große Aquarien, die verschiedene Ökosysteme der Ozeane nachbilden. Dazu gehören beispielsweise das Oceanário de Lisboa und das Ozeaneum Stralsund.

### Engagement
- blueactionfund.org: Safeguarding Marine Biodiversity („Sicherung der maritimen Biodiversität“)
- vsr-gewässerschutz.de: Stoppt die Überdüngung der Meere, Verein für den Schutz des Grund- und Oberflächenwassers

### Fotos und Videos
- Abenteuer Ozean – Unterwasserfotografien von David Hettich

### Ozeanographische Institute
- Institut für Meereskunde, Universität Hamburg
- GEOMAR Helmholtz-Zentrum für Ozeanforschung Kiel
- Deutsches Ozeanographisches Datenzentrum (DOD)
- International Association for the Physical Sciences of the Oceans (IAPSO)
- Institut Océanographique Paris/Monaco (französisch)
- Monterey Bay Aquarium Research Institute (englisch)

### Kartenmaterial
- Mapquest – World Atlas: Oceans
- Oceans & Seas of the World

### Fernsehdokumentationen
- Universum der Ozeane, Terra-X-Dokumentation (ZDF)
  - Ozeane in 3D, eine interaktive Anwendung (ausgezeichnet mit dem Serious Games Award)

### Wissenschaftliche Beiträge
- Australia's ancient oceans: toxic and purple, PhysOrg, October 6, 2005 (englisch)

### Andere
- Reiseberichte aus aller Welt
- Blue Frontier Campaign (englisch)